# Duguetia vallicola
Duguetia vallicola este o specie de plante angiosperme din genul Duguetia, familia Annonaceae, descrisă de James Francis Macbride. Conform Catalogue of Life specia Duguetia vallicola nu are subspecii cunoscute.